# Font de la Cornisa
La Font de la Cornisa és una font de Mataró (Maresme) protegida com a bé cultural d'interès local.

## Descripció
El seu cabal era provinent de l'aigua que abasteix la urbanització de la Cornisa de la que en forma part, i manava a voluntat. El seu indret, a peu del camí i dalt la carena, està justificat per l'ús dels vianants que s'adreçaven per la serra de can Bruguera cap a la vall de Canyamars o la de Dosrius pel turó de la Creu d'en Serra.